# حارة زبطان الشعب (صنعاء)
حارة زبطان الشعب هي إحدى حارات حي بيت زبطان بضواحي الأمانة مديرية سنحان وبني بهلول، بلغ تعداد سكانها 698 نسمة حسب تعداد اليمن لعام 2004.